# Оейсіс (округ Ріверсайд, Каліфорнія)
Оейсіс (англ. Oasis) — переписна місцевість (CDP) в США, в окрузі Ріверсайд штату Каліфорнія. Населення — 4468 осіб (2020).

## Географія
Оейсіс розташований за координатами 33°31′39″ пн. ш. 116°7′34″ зх. д. / 33.52750° пн. ш. 116.12611° зх. д. (33.527515, -116.126104).  За даними Бюро перепису населення США в 2010 році переписна місцевість мала площу 50,84 км², уся площа — суходіл.

## Демографія
Згідно з переписом 2010 року, у переписній місцевості мешкало 6890 осіб у 1474 домогосподарствах у складі 1326 родин. Густота населення становила 136 осіб/км².  Було 1575 помешкань (31/км²).
Расовий склад населення:
| - 24,6 % — білих - 1,4 % — корінних американців - 0,6 % — азіатів - 0,3 % — чорних або афроамериканців - 71,5 % — осіб інших рас |

До двох чи більше рас належало 1,6 %. Частка іспаномовних становила 97,7 % від усіх жителів.
За віковим діапазоном населення розподілялося таким чином: 42,1 % — особи молодші 18 років, 55,0 % — особи у віці 18—64 років, 2,9 % — особи у віці 65 років та старші. Медіана віку мешканця становила 22,1 року. На 100 осіб жіночої статі у переписній місцевості припадало 115,9 чоловіків;  на 100 жінок у віці від 18 років та старших — 120,9 чоловіків також старших 18 років.
Середній дохід на одне домашнє господарство  становив 29 668 доларів США (медіана — 24 646), а середній дохід на одну сім'ю — 29 496 доларів (медіана — 24 902). Медіана доходів становила 19 926 доларів для чоловіків та 16 477 доларів для жінок. За межею бідності перебувало 47,1 % осіб, у тому числі 58,3 % дітей у віці до 18 років та 9,6 % осіб у віці 65 років та старших.
Цивільне працевлаштоване населення становило 1766 осіб. Основні галузі зайнятості: сільське господарство, лісництво, риболовля — 64,8 %, науковці, спеціалісти, менеджери — 8,8 %, мистецтво, розваги та відпочинок — 8,2 %.